# 2001年の西武ライオンズ
2001年の西武ライオンズ（2001ねんのせいぶライオンズ）では、2001年の西武ライオンズの動向をまとめる。
この年の西武ライオンズは、東尾修監督の7年目のシーズンである。

## 概要
1999年から2年間続いた打線の貧打を解消すべく、一昨年まで近鉄の監督だった佐々木恭介ヘッド兼打撃コーチが新しく就任。また、もう一人の打撃コーチとして東尾監督のかつてのチームメイトだった金森栄治が就任し、2000年に野村克也監督の下で阪神の一軍守備・走塁総合コーチを務めた伊原春樹が東尾の次期監督含みとして一軍作戦兼守備走塁コーチとして西武に帰ってくるなど、コーチ陣を一新。また外国人をアレックス・カブレラとスコット・マクレーンに一新し、打撃陣を強化。打線強化には成功したチームだが開幕ダッシュには遠く6月まで5位と、不本意な成績が続いた。しかし7月以降猛反撃して近鉄やダイエーと三つ巴の戦いとなるが、終盤で息切れ。投手陣は松坂大輔や西口文也ら先発陣の活躍、そしてこの年から抑えに回った豊田清らのリリーフ陣が健在でチーム防御率は3.88で1位だった。打撃陣でもカブレラ・マクレーンの加入でチーム本塁打はリーグ3位の184本と上昇し、松井稼頭央や小関竜也など俊足選手が走りまくり111盗塁もリーグ1位だった。しかし打点がリーグ4位で、打率もリーグ5位と若干低めに終わった。東尾監督はこの年限りで勇退し、伊原新監督が就任する。シーズン終了後、佐々木ヘッド兼打撃コーチも東尾監督勇退とともに去り中日の一軍ヘッド兼打撃コーチとなった。

## チーム成績

### レギュラーシーズン
|   | 開幕：3/24 | 開幕：3/24 | 5/1 | 5/1        | 6/2 | 6/2        | 7/1 | 7/1        | 8/1 | 8/1        | 9/1 | 9/1        |
| - | ---------- | ---------- | --- | ---------- | --- | ---------- | --- | ---------- | --- | ---------- | --- | ---------- |
| 1 | 右         | 小関竜也   | 遊  | 松井稼頭央 | 左  | 小関竜也   | 指  | 高山久     | 中  | 柴田博之   | 中  | 柴田博之   |
| 2 | 二         | 佐藤友亮   | 中  | 柴田博之   | 中  | 柴田博之   | 中  | 柴田博之   | 右  | 小関竜也   | 右  | 小関竜也   |
| 3 | 遊         | 松井稼頭央 | 指  | 髙木大成   | 遊  | 松井稼頭央 | 遊  | 松井稼頭央 | 遊  | 松井稼頭央 | 遊  | 松井稼頭央 |
| 4 | 指         | カブレラ   | 一  | カブレラ   | 一  | カブレラ   | 一  | カブレラ   | 一  | カブレラ   | 一  | カブレラ   |
| 5 | 左         | 髙木大成   | 三  | 鈴木健     | 指  | 鈴木健     | 三  | マクレーン | 指  | 鈴木健     | 指  | 鈴木健     |
| 6 | 一         | 鈴木健     | 左  | 和田一浩   | 三  | マクレーン | 左  | 垣内哲也   | 三  | マクレーン | 三  | マクレーン |
| 7 | 三         | マクレーン | 右  | 小関竜也   | 右  | 宮地克彦   | 右  | 赤田将吾   | 左  | 髙木大成   | 左  | 髙木大成   |
| 8 | 捕         | 和田一浩   | 捕  | 伊東勤     | 捕  | 中嶋聡     | 捕  | 中嶋聡     | 二  | 高木浩之   | 捕  | 和田一浩   |
| 9 | 中         | 河田雄祐   | 二  | 玉野宏昌   | 二  | 原井和也   | 二  | 原井和也   | 捕  | 中嶋聡     | 二  | 高木浩之   |
|   | 投         | 松坂大輔   | 投  | 後藤光貴   | 投  | 松坂大輔   | 投  | 三井浩二   | 投  | 松坂大輔   | 投  | 松坂大輔   |

| 順位 | 4月終了時  | 4月終了時 | 5月終了時  | 5月終了時 | 6月終了時  | 6月終了時 | 7月終了時  | 7月終了時 | 8月終了時  | 8月終了時 | 最終成績   | 最終成績 |
| ---- | ---------- | --------- | ---------- | --------- | ---------- | --------- | ---------- | --------- | ---------- | --------- | ---------- | -------- |
| 1位  | 近鉄       | --        | オリックス | --        | 近鉄       | --        | 近鉄       | --        | ダイエー   | --        | 近鉄       | --       |
| 2位  | ダイエー   | 0.5       | ダイエー   | 1.0       | ダイエー   | 2.5       | ダイエー   | 1.5       | 近鉄       | 0.5       | ダイエー   | 2.5      |
| 3位  | オリックス | 2.0       | ロッテ     | 1.5       | オリックス | 3.5       | 西武       | 2.5       | 西武       | 3.5       | 西武       | 6.0      |
| 4位  | ロッテ     | 2.5       | 近鉄       | 1.5       | ロッテ     | 4.5       | オリックス | 3.5       | オリックス | 6.5       | オリックス | 7.0      |
| 5位  | 西武       | 3.0       | 西武       | 3.5       | 西武       | 5.5       | ロッテ     | 7.0       | ロッテ     | 7.0       | ロッテ     | 14.0     |
| 6位  | 日本ハム   | 7.0       | 日本ハム   | 13.5      | 日本ハム   | 14.0      | 日本ハム   | 18.5      | 日本ハム   | 18.5      | 日本ハム   | 24.5     |

| 順位 | 球団                       | 勝 | 敗 | 分 | 勝率 | 差   |
| 1位  | 大阪近鉄バファローズ       | 78 | 60 | 2  | .565 | 優勝 |
| 2位  | 福岡ダイエーホークス       | 76 | 63 | 1  | .547 | 2.5  |
| 3位  | 西武ライオンズ             | 73 | 67 | 0  | .521 | 6.0  |
| 4位  | オリックス・ブルーウェーブ | 70 | 66 | 4  | .515 | 7.0  |
| 5位  | 千葉ロッテマリーンズ       | 64 | 74 | 2  | .464 | 14.0 |
| 6位  | 日本ハムファイターズ       | 53 | 84 | 3  | .387 | 24.5 |

## オールスターゲーム2001
| - コーチ 東尾修 | - ファン投票 カブレラ 松井稼頭央 | - 監督推薦 許銘傑 松坂大輔 豊田清 橋本武広 |

## 表彰選手

### リーグ・リーダー
- 松坂大輔

最多勝利（15勝、3年連続3度目）
最多奪三振（214奪三振、2年連続2度目）
沢村賞（初受賞）

### ベストナイン
- ベストナイン

松坂大輔（投手、3年連続3度目）
松井稼頭央（遊撃手、5年連続5度目）
- ゴールデングラブ賞

松坂大輔（投手、3年連続3度目）

## ドラフト
| 順位       | 選手名         | 守備           | 所属           | 結果           |
| ---------- | -------------- | -------------- | -------------- | -------------- |
| 自由獲得枠 | 細川亨         | 捕手           | 青森大学       | 入団           |
| 1巡目      | （選択権なし） | （選択権なし） | （選択権なし） | （選択権なし） |
| 2巡目      | 中村剛也       | 内野手         | 大阪桐蔭高     | 入団           |
| 3巡目      | （選択権なし） | （選択権なし） | （選択権なし） | （選択権なし） |
| 4巡目      | 栗山巧         | 外野手         | 育英高         | 入団           |
| 5巡目      | 竹内和也       | 投手           | 近江高         | 入団           |